# Afshin Peyrovani
Afshin Peyrovani (Shiraz, 6 febbraio 1970) è un allenatore di calcio ed ex calciatore iraniano, di ruolo difensore.